# Браши-Бьютт
Браши-Бьютт (англ. Brushy Butte) — гора на севере штата Калифорния, США.
Браши-Бьютт является щитовым вулканом, который находится недалеко от городка Макартур между горой Гласс и вулканом Лассен-Пик. Застывшие потоки лавы состоят преимущественно из базальтов, направленных в южном направление от эпицентра извержения. Браши-Бьютт является одним из последних образовавшихся вулканических образований в позднем плейстоцене и голоцене в данном районе. Окрестности вулкана покрыты редколесьем.